# Cobek

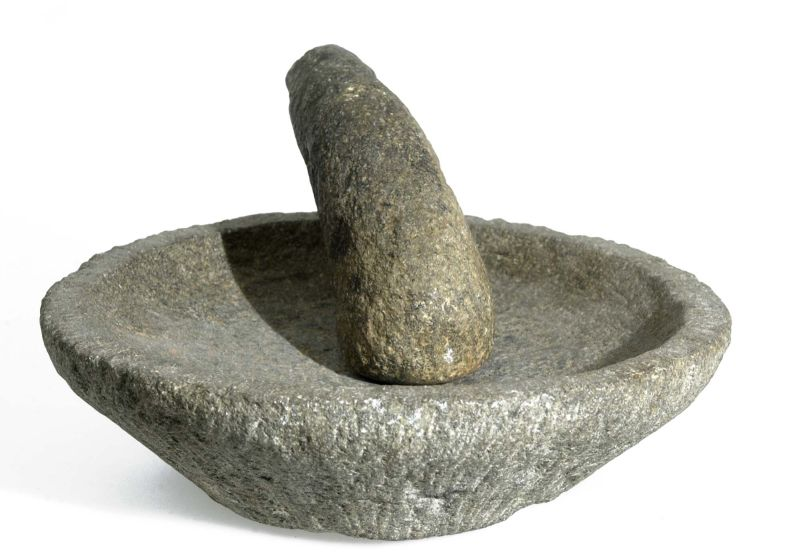

Een cobek of tjobèk is een wrijfsteen die in de Indonesische keuken gebruikt wordt om specerijen en andere ingrediënten samen te wrijven voor onder meer sambal. Het keukenhulpmiddel wordt ook wel vijzel genoemd, hoewel er over het algemeen niet in de steen wordt gestampt. Door het wrijven van de specerijen vermengen de geuren zich tot één geheel.
Een cobek heeft de vorm van een schotel. De diameter kan variëren van ongeveer 15 cm tot 30 cm voor grotere hoeveelheden. De vijzel wordt gebruikt in combinatie met een stamper of wrijver, die ulekan wordt genoemd. Het woord oelek in sambal oelek is genoemd naar deze wrijver. 
De cobek heeft een ruw oppervlak. Cobeks worden meestal gemaakt van natuursteen zoals graniet, andesiet of basalt. Goedkopere versies zijn gemaakt van cement gemengd met lavagruis, dan wel van rood aardewerk. In het laatste geval wordt een houten ulekan gebruikt.

## Gebruik

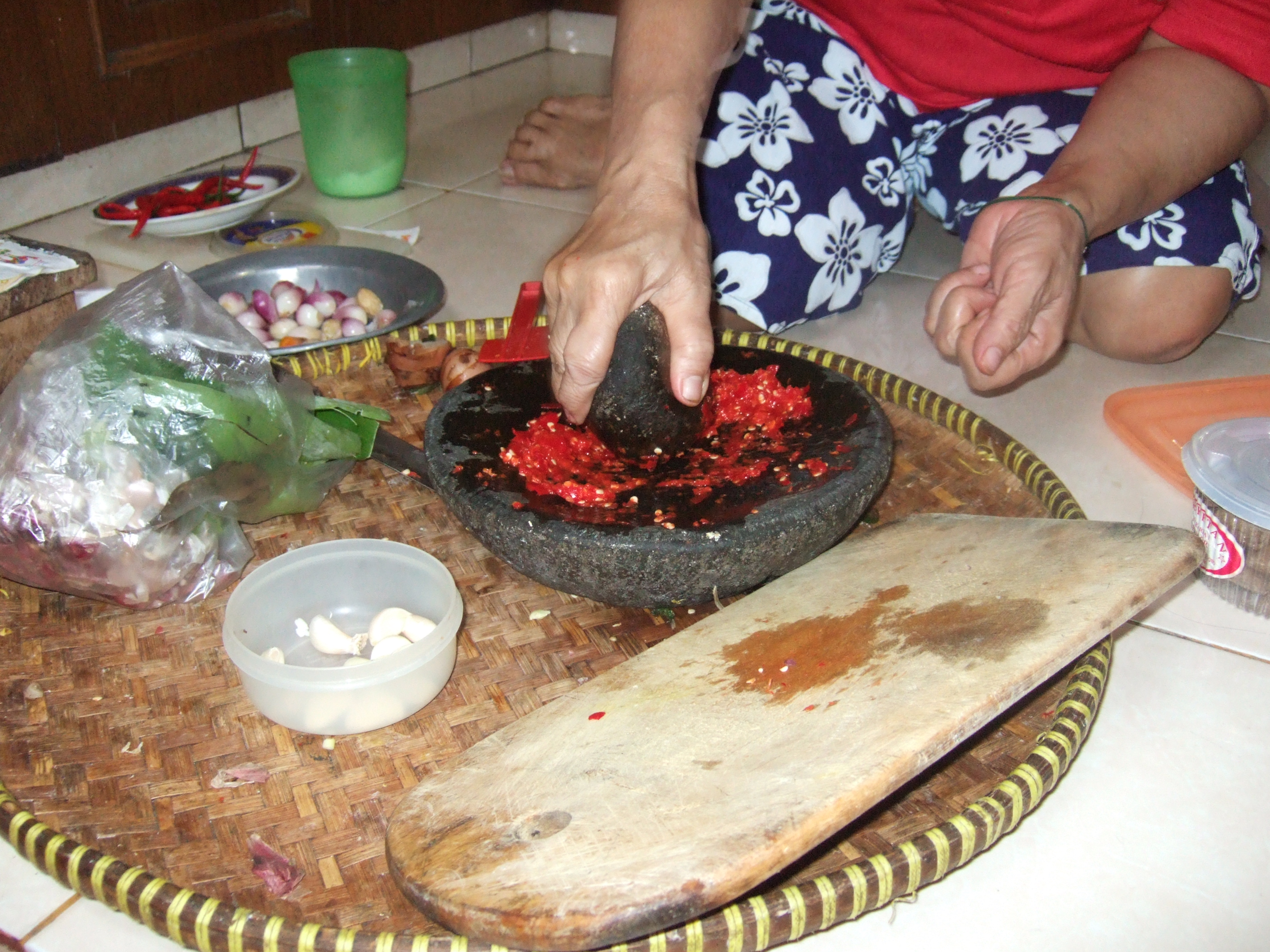
Een cobek met ulekan in gebruik bij het maken van sambal

De verschillende ingrediënten voor sambal of een andere saus worden in een bepaalde volgorde gewreven. Eerst worden droge specerijen fijn gemalen in de cobek, vervolgens eventuele noten, gember en andere stugge kruiden, uien en knoflook en andere zachte ingrediënten en ten slotte vochtige delen van de saus zoals tamarinde of azijn. Droge smaakmakers, zoals Javaanse suiker en trassi worden als laatste toegevoegd.